# Marston (Church Eaton)
Marston – osada w Anglii, w Staffordshire. Marston jest wspomniana w Domesday Book (1086) jako Mersetone.